# Эмфаза (риторика)
Эмфа́за, эмфа́зис (от др.-греч. ἔμφασις «выразительность») — эмоционально-экспрессивное выделение какого-либо значимого элемента высказывания или его смысловых оттенков, подчёркнутое произношение входящих в слово звуков, отличающиеся от нормального. Слово понимается и в более широком смысле: как усиление общей эмоциональной выразительности речи, достигающееся сменой интонации и применением риторических фигур, или как особая риторическая фигура, которая заключается в том, что слову придаётся особая выразительность.
Способы осуществления эмфазы могут быть следующими:
- Акцентно-интонационный метод: повышение или понижение интонации, ударение на определённом слове, удлинённое произношение подчёркиваемого словосочетания;
- Использование риторических фигур: различные повторы, необычный порядок слов;
- Обращения;
- Междометия[3];
- В письменной форме также используется особый формат текста: курсив, текст с подчёркиванием, текст из прописных букв.

Пример эмфазы: «Тут нужен герой, а он только человек» (то есть, может, и не трус, но имеет свои слабости. Не тянет на героя «без страха и упрёка»).
Также эмфазис может применяться для подчёркивания того факта, что используется редкий вариант значения слова. Например: «Выбрав амулет дочиста...» (С. Лукьяненко «Ночной дозор»). Слово «выбрать» (в соответствующей форме) выделено курсивом, потому что используется не в значении «совершить выбор», а в значении «опустошить», «забрать всё содержимое» — подразумевается, что персонаж забрал из амулета весь запас магии.